# Formation de Bissekty
La formation de Bissekty, parfois appelée formation de Bissekt est une formation géologique affleurant dans le désert de Kyzyl Kum en Ouzbékistan, datée du Crétacé supérieur, et un site paléontologique riche en fossiles.

## Datation
La formation de Bissekty est datée du Crétacé supérieur principalement du Turonien, soit il y a entre 93,9 ± 0,2 et 89,8 ± 0,3 Ma (millions d'années).

## Description
Cette formation géologique est caractérisée par des faciès de grès et de conglomérats déposés lors d'une phase de régression marine. Les fossiles qu'elle renferme sont très variés, indiquant des environnements marins, d'eaux douces ou saumâtres et terrestres.
Elle coiffe la formation de Dzheirantui qui elle s'est déposée uniquement en environnement marin. De même, la formation d'Aitym qui la recouvre témoigne d'environnements côtiers uniquement marins.

## Paléofaune d'invertébrés
Une espèce indéterminée de corail marin.

### Arthropodes
| Arthropodes de la formation de Bissekty | Arthropodes de la formation de Bissekty | Arthropodes de la formation de Bissekty | Arthropodes de la formation de Bissekty | Arthropodes de la formation de Bissekty | Arthropodes de la formation de Bissekty | Arthropodes de la formation de Bissekty |
| Genre                                   | Espèce                                  | Situation                               | Position stratigraphique                | Fréquence                               | Notes                                   |                                         |
| --------------------------------------- | --------------------------------------- | --------------------------------------- | --------------------------------------- | --------------------------------------- | --------------------------------------- | --------------------------------------- |
| Linuparus                               | Linuparus dzheirantuiensis              |                                         |                                         |                                         | Une langouste.                          |                                         |

### Mollusques
Quatre espèces marines indéterminées : une ammonite de la famille des Placenticeratidae, un taret et deux bivalves appartenant aux groupes des Trigoniidae et des Veneroida.
| Mollusques de la formation de Bissekty | Mollusques de la formation de Bissekty | Mollusques de la formation de Bissekty | Mollusques de la formation de Bissekty | Mollusques de la formation de Bissekty | Mollusques de la formation de Bissekty              | Mollusques de la formation de Bissekty |
| Genre                                  | Espèce                                 | Situation                              | Position stratigraphique               | Fréquence                              | Notes                                               |                                        |
| -------------------------------------- | -------------------------------------- | -------------------------------------- | -------------------------------------- | -------------------------------------- | --------------------------------------------------- | -------------------------------------- |
| Crassatelites                          | Indéterminé                            |                                        |                                        |                                        | Un bivalve marin de la famille des crassatellidés . |                                        |
| Mytiloides                             | Mytiloides labiatus                    |                                        |                                        |                                        | Un bivalve marin de la famille des inocéramidés.    |                                        |
| Plagiostoma                            | Indéterminé                            |                                        |                                        |                                        | Un bivalve marin de la famille des limidés.         |                                        |
| Quadratotrigonia                       | Indéterminé                            |                                        |                                        |                                        | Un bivalve marin de la famille des trigoniidés.     |                                        |
| Xylophaga                              | Indéterminé                            |                                        |                                        |                                        | Une espèce indéterminée de taret.                   |                                        |

## Paléofaune devertébrés
La formation de Bissekty est connue comme celle qui renferme le plus grand nombre de fossiles du Turonien en Eurasie et la faune la plus variée d'euthériens du Crétacé supérieur au monde .
Sauf indication contraire, ce tableau récapitulatif est basé sur l'étude de la formation réalisée en 2009 par Cory Redman et Lindsey Leighton.

### Amphibiens
Une espèce indéterminée d'Albanerpetontidae (famille éteinte de batraciens avec une morphologie apparente faisant penser à des salamandres). Une espèce indéterminée de Gobiatidae (grenouille).
| Amphibiens de la formation de Bissekty | Amphibiens de la formation de Bissekty | Amphibiens de la formation de Bissekty | Amphibiens de la formation de Bissekty | Amphibiens de la formation de Bissekty | Amphibiens de la formation de Bissekty                             | Amphibiens de la formation de Bissekty |
| Genre                                  | Espèce                                 | Situation                              | Position stratigraphique               | Fréquence                              | Notes                                                              |                                        |
| -------------------------------------- | -------------------------------------- | -------------------------------------- | -------------------------------------- | -------------------------------------- | ------------------------------------------------------------------ | -------------------------------------- |
| Aralobatrachus                         | Aralobatrachus robustus                |                                        |                                        |                                        | Une grenouille.                                                    |                                        |
| Eoscapherpeton                         | Eoscapherpeton asiaticum               |                                        |                                        |                                        | Une salamandre de la famille des scapherpetontidés.                |                                        |
| Gobiates                               | Gobiates sosedkoi                      |                                        |                                        |                                        | Une grenouille de la famille des gobiatidés.                       |                                        |
| Gobiates                               | Gobiates sp.                           |                                        |                                        |                                        | Une autre espèce indéterminée appartenant au genre Gobiates.       |                                        |
| Itemirella                             | Itemirella cretacea                    |                                        |                                        |                                        | Une grenouille pouvant appartenir à la famille des discoglossidés. |                                        |
| Kizylkuma                              | Kizylkuma antiqua                      |                                        |                                        |                                        | Une grenouille pouvant appartenir à la famille des discoglossidés. |                                        |
| Mynbulakia                             | Mynbulakia surgai                      |                                        |                                        |                                        | Une salamandre de la famille des batrachosauroididés.              |                                        |

### Poissons cartilagineux
| Poissons cartilagineux de la formation de Bissekty | Poissons cartilagineux de la formation de Bissekty | Poissons cartilagineux de la formation de Bissekty | Poissons cartilagineux de la formation de Bissekty | Poissons cartilagineux de la formation de Bissekty | Poissons cartilagineux de la formation de Bissekty                              | Poissons cartilagineux de la formation de Bissekty |
| Genre                                              | Espèce                                             | Situation                                          | Position stratigraphique                           | Fréquence                                          | Notes                                                                           | Images                                             |
| -------------------------------------------------- | -------------------------------------------------- | -------------------------------------------------- | -------------------------------------------------- | -------------------------------------------------- | ------------------------------------------------------------------------------- | -------------------------------------------------- |
| Cretodus                                           | Cretodus crassidens                                |                                                    |                                                    |                                                    | Un requin marin de la famille des cretoxyrhinidés.                              |                                                    |
| Heterodontus                                       | Indéterminé                                        |                                                    |                                                    |                                                    | Un requin marin Heterodontiformes.                                              |                                                    |
| Hispidaspis                                        | Indéterminé                                        |                                                    |                                                    |                                                    | Un requin de la famille des Odontaspididae, tolérant aux eaux saumâtres.        |                                                    |
| Hybodus                                            | Indéterminé                                        |                                                    |                                                    |                                                    | Un requin de la famille des hybodontidés, tolérant aux eaux saumâtres.          |                                                    |
| Ischyrhiza                                         | Ischyrhiza serra                                   |                                                    |                                                    |                                                    | Une raie de la famille des sclerorhynchidés, tolérante aux eaux saumâtres.      |                                                    |
| Myledaphus                                         | Myledaphus tritus                                  |                                                    |                                                    |                                                    | Une raie-guitare du sous-ordre des rhinobatoides, tolérante aux eaux saumâtres. |                                                    |
| Polyacrodus                                        | Indéterminé                                        |                                                    |                                                    |                                                    | Un requin de la famille des polyacrodontidés, tolérant aux eaux saumâtres.      |                                                    |
| Scapanorhynchus                                    | Scapanorhynchus rhaphiodon                         |                                                    |                                                    |                                                    | Un requin-lutin de la famille des mitsukurinidés, tolérant aux eaux saumâtres.  |                                                    |

### Crocodylomorphes
| Crocodylomorphes de la formation de Bissekty | Crocodylomorphes de la formation de Bissekty | Crocodylomorphes de la formation de Bissekty | Crocodylomorphes de la formation de Bissekty | Crocodylomorphes de la formation de Bissekty | Crocodylomorphes de la formation de Bissekty                     | Crocodylomorphes de la formation de Bissekty |
| Genre                                        | Espèce                                       | Situation                                    | Position stratigraphique                     | Fréquence                                    | Notes                                                            |                                              |
| -------------------------------------------- | -------------------------------------------- | -------------------------------------------- | -------------------------------------------- | -------------------------------------------- | ---------------------------------------------------------------- | -------------------------------------------- |
| Kansajsuchus                                 | Kansajsuchus borealis                        |                                              |                                              |                                              | Un possible mésoeucrocodylien de la famille des goniopholididés. |                                              |
| Tadzhikosuchus                               | Tadzhikosuchus macrodentis                   |                                              |                                              |                                              | Un possible alligatoroïde eusuchien.                             |                                              |
| Zholsuchus                                   | Zholsuchus procevus                          |                                              |                                              |                                              | Un possible mésoeucrocodylien.                                   |                                              |
| Zhyrasuchus                                  | Zhyrasuchus angustifrons                     |                                              |                                              |                                              | Un possible eusuchien.                                           |                                              |

### Lézards
Trois espèces indéterminées : un gekko, un iguane (Priscagamidae) et un scinque.
| Lézards de la formation de Bissekty | Lézards de la formation de Bissekty | Lézards de la formation de Bissekty | Lézards de la formation de Bissekty | Lézards de la formation de Bissekty | Lézards de la formation de Bissekty                 | Lézards de la formation de Bissekty |
| Genre                               | Espèce                              | Situation                           | Position stratigraphique            | Fréquence                           | Notes                                               |                                     |
| ----------------------------------- | ----------------------------------- | ----------------------------------- | ----------------------------------- | ----------------------------------- | --------------------------------------------------- | ----------------------------------- |
| Buckantaus                          | Buckantaus crassidens               |                                     |                                     |                                     | Un squamate de la famille des macrocéphalosauridés. |                                     |
| Ekshmer                             | Ekshmer bissektensis                |                                     |                                     |                                     | Un iguane de la famille des priscagamidés.          |                                     |

### Mammifères et autresthérapsides
| Mammaliaformes de la formation de Bissekty | Mammaliaformes de la formation de Bissekty | Mammaliaformes de la formation de Bissekty | Mammaliaformes de la formation de Bissekty | Mammaliaformes de la formation de Bissekty | Mammaliaformes de la formation de Bissekty       | Mammaliaformes de la formation de Bissekty |
| Genre                                      | Espèce                                     | Situation                                  | Position stratigraphique                   | Fréquence                                  | Notes                                            |                                            |
| ------------------------------------------ | ------------------------------------------ | ------------------------------------------ | ------------------------------------------ | ------------------------------------------ | ------------------------------------------------ | ------------------------------------------ |
| Aspanlestes                                | A. aptap                                   |                                            |                                            |                                            | Un mammifère de la famille des zhelestidés.      |                                            |
| Bulaklestes                                | B. kezbe                                   |                                            |                                            |                                            | Un mammifère de l'ordre des asioryctithérien.    |                                            |
| Daulestes                                  | D. inobservabilis                          |                                            |                                            |                                            | Un asioryctithérien.                             |                                            |
| Daulestes                                  | D. kulbeckensis                            |                                            |                                            |                                            | Un asioryctithérien.                             |                                            |
| Eoungulatum                                | E. kudukensis                              |                                            |                                            |                                            | Un zhelestidé.                                   |                                            |
| Kulbeckia                                  | K. kulbecke                                |                                            |                                            |                                            | Un mammifère de la famille des zalambdalestidés. |                                            |
| Paranyctoides                              | P. quadrans                                |                                            |                                            |                                            | Un euthérien.                                    |                                            |
| Parazhelestes                              | P. mynbulakensis                           |                                            |                                            |                                            | Un zhelestidé.                                   |                                            |
| Parazhelestes                              | P. robustus                                |                                            |                                            |                                            | Un zhelestidé.                                   |                                            |
| Shalbaatar                                 | S. bakht                                   |                                            |                                            |                                            | Un mammifère de l'ordre des symmétrodontes.      |                                            |
| Sulestes                                   | S. karakshi                                |                                            |                                            |                                            | Un mammifère de l'ordre des deltathéroides.      |                                            |
| Uchkudukodon                               | U. nessovi                                 |                                            |                                            |                                            | Un asioryctithérien.                             |                                            |
| Uzbekbaatar                                | U. kizylkumensis                           |                                            |                                            |                                            | Un mammifère du sous-ordre des cimolodontes.     |                                            |
| Zhelestes                                  | Z. temirkazyk                              |                                            |                                            |                                            | Un zhelestidé.                                   |                                            |

### Dinosauresornithischiens
| Ornithischiens de la formation de Bissekty | Ornithischiens de la formation de Bissekty | Ornithischiens de la formation de Bissekty | Ornithischiens de la formation de Bissekty | Ornithischiens de la formation de Bissekty  | Ornithischiens de la formation de Bissekty | Ornithischiens de la formation de Bissekty |
| Genre                                      | Espèce                                     | Situation                                  | Position stratigraphique                   | Matériel                                    | Description                                | Images                                     |
| ------------------------------------------ | ------------------------------------------ | ------------------------------------------ | ------------------------------------------ | ------------------------------------------- | ------------------------------------------ | ------------------------------------------ |
| Amtosaurus                                 | A. archibaldi                              |                                            |                                            |                                             | Renommé Bissektipelta                      |                                            |
| Bissektipelta                              | B. archibaldi                              |                                            |                                            | "Crâne partiel."                            | Un ankylosaure.                            |                                            |
| Cionodon                                   | C. kyslkumensis                            |                                            |                                            | "Maxillaire fragmentaire, vertèbre, tibia." | Nomen dubium                               |                                            |
| Gilmoreosaurus                             | G. arkhangelskyi                           |                                            |                                            |                                             | Nomen dubium                               |                                            |
| Levnesovia                                 | L. transoxiana                             |                                            |                                            | "Boîtes crâniennes."                        | Un hadrosauroide                           |                                            |
| Turanoceratops                             | T. tardabilis                              |                                            |                                            |                                             | Un cératopsien                             |                                            |

### Plésiosaures
| Plésiosaures de la formation de Bissekty | Plésiosaures de la formation de Bissekty | Plésiosaures de la formation de Bissekty | Plésiosaures de la formation de Bissekty | Plésiosaures de la formation de Bissekty | Plésiosaures de la formation de Bissekty     | Plésiosaures de la formation de Bissekty |
| Genre                                    | Espèce                                   | Situation                                | Position stratigraphique                 | Fréquence                                | Notes                                        | Images                                   |
| ---------------------------------------- | ---------------------------------------- | ---------------------------------------- | ---------------------------------------- | ---------------------------------------- | -------------------------------------------- | ---------------------------------------- |
| Plesiosauria                             | Indéterminé                              |                                          |                                          |                                          | Marin, peut-être tolérant au eaux saumâtres. |                                          |

### Ptérosaures
| Ptérosaures de la formation de Bissekty | Ptérosaures de la formation de Bissekty | Ptérosaures de la formation de Bissekty | Ptérosaures de la formation de Bissekty | Ptérosaures de la formation de Bissekty | Ptérosaures de la formation de Bissekty | Ptérosaures de la formation de Bissekty |
| Genre                                   | Espèce                                  | Situation                               | Position stratigraphique                | Fréquence                               | Notes                                   | Images                                  |
| --------------------------------------- | --------------------------------------- | --------------------------------------- | --------------------------------------- | --------------------------------------- | --------------------------------------- | --------------------------------------- |
| Azhdarcho                               | Azhdarcho lancicollis                   | Dzhara-Kuduk                            | Taykarshinskaya unit                    |                                         | Un azhdarchidé                          |                                         |

### Poissons à nageoires rayonnées
Quatre espèces indéterminées d'un esturgeon, de deux poissons osseux de la famille des albulidés et d'un pholidophoriforme.
| Poissons à nageoires rayonnées de la formation de Bissekty | Poissons à nageoires rayonnées de la formation de Bissekty | Poissons à nageoires rayonnées de la formation de Bissekty | Poissons à nageoires rayonnées de la formation de Bissekty | Poissons à nageoires rayonnées de la formation de Bissekty | Poissons à nageoires rayonnées de la formation de Bissekty                          | Poissons à nageoires rayonnées de la formation de Bissekty |
| Genre                                                      | Espèce                                                     | Situation                                                  | Position stratigraphique                                   | Fréquence                                                  | Notes                                                                               | Images                                                     |
| ---------------------------------------------------------- | ---------------------------------------------------------- | ---------------------------------------------------------- | ---------------------------------------------------------- | ---------------------------------------------------------- | ----------------------------------------------------------------------------------- | ---------------------------------------------------------- |
| Aidachar                                                   | Aidachar paludalis                                         |                                                            |                                                            |                                                            | Un ichthyodectiforme tolérant aux eaux saumâtres.                                   |                                                            |
| Amia (Taxon non éteint)                                    | Amia limosa                                                |                                                            |                                                            |                                                            | Un poisson-castor tolérant aux eaux saumâtres.                                      |                                                            |
| Atractosteus                                               | Atractosteus turanensis                                    |                                                            |                                                            |                                                            | Un brochet crocodile tolérant aux eaux saumâtres.                                   |                                                            |
| Belonostomus                                               | Belonostomus aciculifer                                    |                                                            |                                                            |                                                            | Un poisson de l'ordre des Aspidorhynchiformes et de la faille des aspidorhynchidés. |                                                            |
| Psephuroides                                               | Psephuroides kazakhorum                                    |                                                            |                                                            |                                                            | Un poisson-spatule.                                                                 |                                                            |

### Dinosaures théropodes
Un ornithomimosaure connu à partir de restes fragmentaires.
Une espèce indéterminée de tyrannosauridé connue à partir de dents isolées.
| Dinosaures théropodes de la formation de Bissekty | Dinosaures théropodes de la formation de Bissekty | Dinosaures théropodes de la formation de Bissekty | Dinosaures théropodes de la formation de Bissekty | Dinosaures théropodes de la formation de Bissekty                                                                   | Dinosaures théropodes de la formation de Bissekty                      | Dinosaures théropodes de la formation de Bissekty |
| Genre                                             | Espèce                                            | Situation                                         | Position stratigraphique                          | Matériel | Description                                                            | Images                                            |
| ------------------------------------------------- | ------------------------------------------------- | ------------------------------------------------- | ------------------------------------------------- | --- | ---------------------------------------------------------------------- | ------------------------------------------------- |
| "Archaeornithomimus"                              | A. bissektensis                                   |                                                   |                                                   | "Métatarses." | Un ornithomimosaure douteux.                                           |                                                   |
| Caenagnathasia                                    | C. martinsoni                                     |                                                   |                                                   | "[Deux] mandibules partielles."                                                                                     | Un caenagnathidé elmisauriné.                                          |                                                   |
| Euronychodon                                      | E. asiaticus                                      |                                                   |                                                   | Un possible troodontidé décrit à partir de dents isolés,.                                                           |                                                                        |                                                   |
| Itemirus                                          | I. medullaris                                     |                                                   |                                                   | | Un vélociraptoriné                                                     |                                                   |
| Kuszholia                                         | K. mengi                                          |                                                   |                                                   | "[Deux] synsacra."                                                                                                  |                                                                        |                                                   |
| Platannavis                                       | P. nana                                           |                                                   |                                                   | "Sacrum." |                                                                        |                                                   |
| Timurlengia                                       | T. euotica                                        |                                                   |                                                   | Deux boîtes crâniennes, un dentaire et divers éléments appartenant à plusieurs individus du squelette post-crânien. | Un tyrannosauroïde n'appartenant pas à la famille des Tyrannosauridae. |                                                   |
| Urbacodon                                         | Espèce non nommée                                 |                                                   |                                                   | | Un troodontidé connu à partir de dents isolées.                        |                                                   |
| Zhyraornis                                        | Z. kashkarovi                                     |                                                   |                                                   | | Un possible Ornithurae.                                                |                                                   |

### Enantiornithes
| Enantiornithes de la formation de Bissekty | Enantiornithes de la formation de Bissekty | Enantiornithes de la formation de Bissekty | Enantiornithes de la formation de Bissekty | Enantiornithes de la formation de Bissekty | Enantiornithes de la formation de Bissekty | Enantiornithes de la formation de Bissekty |
| Genre                                      | Espèce                                     | Situation                                  | Position stratigraphique                   | Matériel                                   | Description | Images                                     |
| ------------------------------------------ | ------------------------------------------ | ------------------------------------------ | ------------------------------------------ | ------------------------------------------ | --- | ------------------------------------------ |
| Abavornis                                  | A. bonaparti                               |                                            |                                            | Known from a partial coracoid.             | Un Enantiornithes possible. A possible second species of Abavornis in the Bissekty Formation is known from a partial coracoid.                          |                                            |
| Catenoleimus                               | C. anachoretus                             |                                            |                                            |                                            | Un Enantiornithes possible. |                                            |
| Explorornis                                | E. nessovi                                 |                                            |                                            |                                            | Un Enantiornithes. Possibles troisième et quatrième espèces du genre Explorornis dans la formation de Bissekty, connues à partir de coracoïde partiels. |                                            |
| Explorornis                                | E. walkeri                                 |                                            |                                            | "Coracoide."                               | Un Enantiornithes. Possibles troisième et quatrième espèces du genre Explorornis dans la formation de Bissekty, connues à partir de coracoïde partiels. |                                            |
| Ichthyornis                                | I. minusculus                              |                                            |                                            | "Dorsal vertebra."                         | Un Enantiornithes classé à l'origine de façon incorrecte comme une espèce d'Ichthyornis.                                                                |                                            |
| Incolornis                                 | I. martini                                 |                                            |                                            | Connu à partir d'un coracoide partiel.     | Un Enantiornithes possible. |                                            |
| Incolornis                                 | I. silvae                                  |                                            |                                            | Known from a partial coracoid.             | Connu à partir d'un coracoide partiel. |                                            |
| Kizylkumavis                               | K. cretacea                                |                                            |                                            | "Partie distale d'un humérus."             | Un oiseau de la sous-famille des Enantiornithinae |                                            |
| Kuszholia                                  | K. mengi                                   |                                            |                                            | "[Deux] synsacra."                         | Un Enantiornithinae (oiseaux). |                                            |
| Lenesornis                                 | L. maltshevskyi                            |                                            |                                            | "Synsacrum."                               | Un Enantiornithinae possible. |                                            |
| cf. Nanantius                              |                                            |                                            |                                            |                                            | Un Enantiornithinae, proche de Nanantius eos. |                                            |
| Sazavis                                    | S. prisca                                  |                                            |                                            | "Tibiotarse distal."                       | Un Enantiornithinae. |                                            |
| Zhyraornis                                 | Z. kashkarovi                              |                                            |                                            | "Synsacrum."                               | |                                            |
| Zhyraornis                                 | Z. logunovi                                |                                            |                                            | "Synsacrum."                               | |                                            |

### Tortues
Une tortue à carapace molle indéterminée de la famille des Trionychidae, tolérante aux eaux saumâtres.
| Tortues de la formation de Bissekty | Tortues de la formation de Bissekty | Tortues de la formation de Bissekty | Tortues de la formation de Bissekty | Tortues de la formation de Bissekty | Tortues de la formation de Bissekty                                         | Tortues de la formation de Bissekty |
| Genre                               | Espèce                              | Situation                           | Position stratigraphique            | Fréquence                           | Notes                                                                       |                                     |
| ----------------------------------- | ----------------------------------- | ----------------------------------- | ----------------------------------- | ----------------------------------- | --------------------------------------------------------------------------- | ----------------------------------- |
| Adocus                              | Adocus aksary                       |                                     |                                     |                                     | Une tortue de la famille des adocidés tolérante aux eaux saumâtres.         |                                     |
| Anatolemys                          | Indéterminé                         |                                     |                                     |                                     | Une tortue de la famille des macrobaenidés tolérante aux eaux saumâtres.    |                                     |
| Khunnuchelys                        | Khunnuchelys kizylkumensis          |                                     |                                     |                                     | Une tortue de la famille des trionychidés tolérante aux eaux saumâtres.     |                                     |
| Lindholmemys                        | Lindholmemys elegans                |                                     |                                     |                                     | Une tortue de la famille des lindholmemydidés tolérante aux eaux saumâtres. |                                     |
| Shachemys                           | Shachemys ancestralis               |                                     |                                     |                                     | Une tortue de la famille des adocidés tolérante aux eaux saumâtres.         |                                     |